# Apseudes
För växtsläktet med samma namn, se dess enda art Apseudes caspica.
Apseudes är ett släkte av kräftdjur som beskrevs av Leach 1814. Apseudes ingår i familjen Apseudidae.

## Dottertaxa tillApseudes, i alfabetisk ordning[1][2]
- Apseudes acutifrons
- Apseudes africanus
- Apseudes agulhensis
- Apseudes aliciae
- Apseudes antarcticus
- Apseudes armatus
- Apseudes babelmandebensis
- Apseudes bermudeus
- Apseudes browni
- Apseudes caecus
- Apseudes caeruleus
- Apseudes chilkensis
- Apseudes cooperi
- Apseudes crozetensis
- Apseudes deltoides
- Apseudes digitalis
- Apseudes diversus
- Apseudes elisae
- Apseudes espinosus
- Apseudes estuarius
- Apseudes galapagensis
- Apseudes gallardoi
- Apseudes graciloides
- Apseudes graziliae
- Apseudes grossimanus
- Apseudes heroae
- Apseudes holthuisi
- Apseudes inermis
- Apseudes intermedius
- Apseudes lagenirostris
- Apseudes latreillei
- Apseudes latus
- Apseudes littoralis
- Apseudes meridionalis
- Apseudes minutus
- Apseudes misarai
- Apseudes multilyratus
- Apseudes mussauensis
- Apseudes nagae
- Apseudes nhatrangensis
- Apseudes nigrifrons
- Apseudes paragracilis
- Apseudes paulensis
- Apseudes portnovensis
- Apseudes propinquus
- Apseudes rikiteanus
- Apseudes robustus
- Apseudes rotundifrons
- Apseudes setiferus
- Apseudes setosus
- Apseudes seurati
- Apseudes sicilianus
- Apseudes spectabilis
- Apseudes spinosus
- Apseudes srilankaensis
- Apseudes talpa
- Apseudes tenuimanus
- Apseudes tenuipes
- Apseudes tenuis
- Apseudes triangulatus
- Apseudes tropicalis
- Apseudes tropicus
- Apseudes tuberculatus
- Apseudes uncidigitatus
- Apseudes unicus
- Apseudes vicinus
- Apseudes vitjazi